# Старицкая-Черняховская, Людмила Михайловна
Людмила Михайловна Старицкая-Черняховская (17 (29) августа 1868, Киев — 1941) — украинская, советская писательница, поэтесса, драматург, прозаик, переводчица
, мемуарист, общественный деятель.

## Биография
Родилась в семье известного писателя, драматурга и общественного деятеля М. П. Старицкого и С. В. Старицкой — родной сестры композитора Н. В. Лысенко. Сестра Оксаны Стешенко и Марии Старицкой. Муж — А. Г. Черняховский. Мать поэтессы Вероники Черняховской.
О своих детских годах писательница вспоминала:

Наше поколение — исключительное поколение: мы были первыми украинскими детьми. Не теми детьми, которые вырастают в селе, в родной сфере стихийными украинцами — мы были детьми городскими, которых родители воспитывали впервые среди враждебных обстоятельств сознательными украинцами с колыбели.
Училась в киевской частной гимназии В. Н. Ващенко-Захарченко. Гимназистки издавали рукописный журнал, для которого Людмила Старицкая написала повесть «За Украину» и сатирические стихотворения.
В 1888—1893 годах активно участвовала в работе литературного кружка «Плеяда». Посещала «Украинский клуб» в Киеве.
В годы Первой мировой войны принимала активное участие в работе Киевского комитета для помощи украинским беженцам, работала сестрой милосердия в госпитале для раненых. Посетила в ссылке Михаила Грушевского.
В апреле 1917 года Старицкую избрали членом Украинской Центральной рады.
В мае 1917 года принимала участие в создании Общества (комитета) «Украинский национальный театр», входила в его президиум. В 1918 году возглавляла кинематографическую секцию театрального отдела Главного управления в делах искусства и национальной культуры (ГУМНК).
Как представитель министерства образования УНР 22 октября 1918 года выступила с речью на открытии Каменец-Подольского государственного украинского университета.
В 1919 году стала соучредителем и заместителем председателя Национального совета украинских женщин в Каменец-Подольске
В 1920-х годах работала в ВУАН. В октябре 1921 года участвовала в Первом Всеукраинском Церковном Соборе, который подтвердил автокефалию Украинской автокефальной православной церкви.
Писательницу арестовали 14 января 1930 года и обвинили в принадлежности к так называемому «Союзу освобождения Украины» («Союз визволення Украïни» (СВУ)). Допросы велись в тюрьме на Холодной Горе в Харькове.
Вот несколько выдержек из собственноручных показаний Старицкой-Черняховской, датированных 27 января 1930 года:
«… На заседании выступали с речами Ефремов — он говорил об общей организации Украинских созвучных сил и об организации созвучных элементов крестьянства. Чеховский говорил о политическом значении украинской церкви, Гермайзе — о привлечении к организации пролетариата, Дурдукивский — об объединении учителей, разумеется, с известной, наверху указанной целью, я говорила о роли интеллигенции и о необходимости поставить её во главе организации. Но на этом собрании я не слышала ни слова об организации БУД и о названии СВУ, которой окрестили новую организацию.
… С этого времени, то есть со времени двух собраний, организационной связи между мной и остальными членами, избранными на первом заседании, не было. Я встречалась с ними как со своими хорошими приятелями и на вечеринках у себя, и в семье Ефремова, а не как с членами организации, ни о каких директивах я ничего не слышала, ни в каких организационных собраниях участия не принимала.
… Итак, поскольку Украина, подавленная 250-летним господством русского царизма, не приобрела необходимых культурных ценностей, первой задачей, по моему мнению, была и будет культурная работа. Лично же я предпочитаю по мере сил моих и возможностей работать на приобретение Украиной культурных ценностей, чем быть статистом в неопределенной политической организации».
Согласно приговору особого состава Верховного Суда УССР от 19 апреля 1930 года, Старицкую-Черняховскую обвинили в том, что она:
«А) в период 1926—1929 годов была членом центра СВУ и осуществляла руководящую организационную деятельность, согласно программе и задачам организации;

б) осуществляла связь центра СВУ с представителями некоторых чужеземных капиталистических государств …»

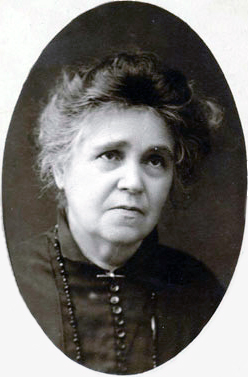

Писательницу приговорили к 5 годам лишения свободы с поражением в правах на 3 года.
4 июня 1930 года Старицкую-Черняховскую освободили из-под стражи и срок заменили на условный.
После освобождения была выслана в город Сталино (ныне Донецк). Занималась переводческой деятельностью.
В 1936—1941 годах жила в Киеве.
20 июля 1941 года, когда под Киевом шли бои с немцами, сотрудники НКВД провели обыск на её квартире, конфисковали паспорт и папку с перепиской. Вместе с сестрой Оксаной Михайловной Стешенко Старицкую-Черняховскую вывезли в Харьков. Здесь её обвинили в антисоветской деятельности и сослали в Казахстан. Однако в пути 73-летняя писательница умерла. Точная дата её смерти и место захоронения неизвестны.
В августе 1989 года Людмила Михайловна вместе с другими участниками «показательного процесса СВУ» в Харькове была посмертно реабилитирована пленумом Верховного Суда УССР.